# Vera Vordenbäumen
Vera Vordenbäumen (* 30. September 1961 in Geseke, Kreis Soest) ist eine deutsche Politikerin (Die Linke).
Vordenbäumen machte 1981 das Abitur und studierte anschließend Politikwissenschaft an der Rheinischen Friedrich-Wilhelms-Universität Bonn. Ab 1985 war sie Redakteurin bei der Informationsstelle Lateinamerika. 1988 wechselte sie nach Berlin in die Landesgeschäftsstelle der Alternativen Liste. Von 1990 bis 1992 war sie Mitarbeiterin der Bundestagsabgeordneten Jutta Braband.
Vordenbäumen wurde 1995 Mitglied der PDS und war von 1996 bis 2003 Bundesfrauenreferentin der PDS. Sie rückte im Mai 2003 für den verstorbenen Bernd Holtfreter in das Abgeordnetenhaus von Berlin nach. Ihre politischen Schwerpunkte waren dabei Stadtentwicklung und Familie. Bei den Abgeordnetenhauswahlen 2006 gelang ihr der Wiedereinzug nicht.